# Weinmannia tinctoria
Weinmannia tinctoria là một loài thực vật thuộc họ Cunoniaceae. Loài này có ở Mauritius và Réunion. Chúng hiện đang bị đe dọa vì mất môi trường sống.
Tại Mauritius, số lượng loài này ước tính chỉ còn dưới 50 cá thể.

## Hình ảnh

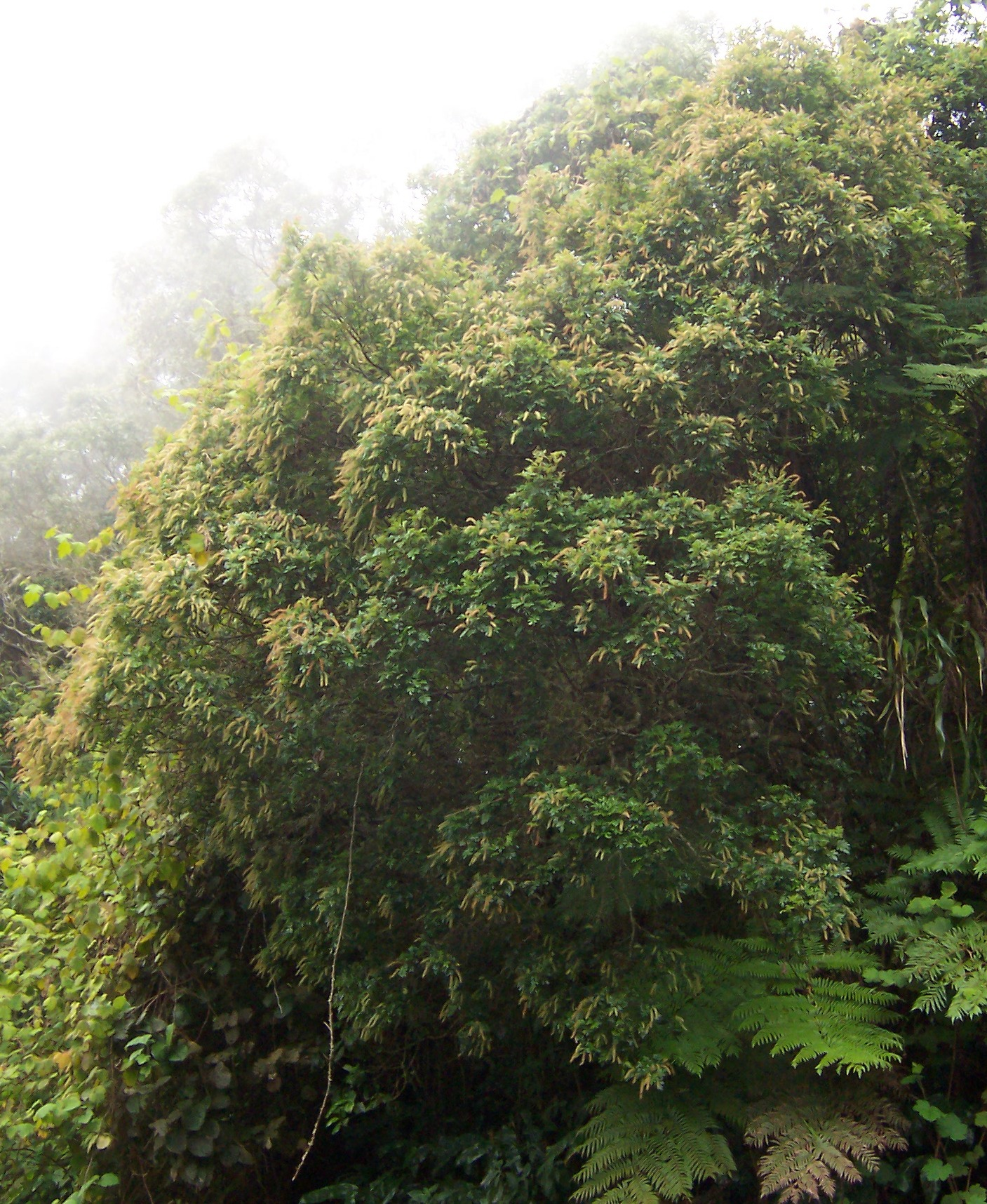
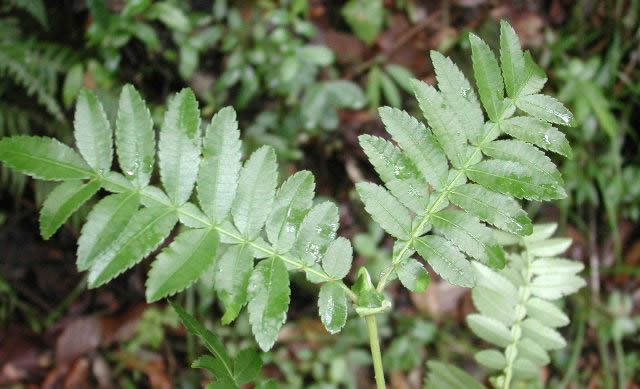